# تپه خرابه
تپه خرابه در شهرستان قزوین، بخش مرکزی، روستای دینک واقع شده و این اثر در تاریخ ۲۵ اسفند ۱۳۸۰ با شمارهٔ ثبت ۵۵۳۸ به‌عنوان یکی از آثار ملی ایران به ثبت رسیده است.